# Promyrmicium boreale
Promyrmicium boreale är en myrart som först beskrevs av Oswald Heer 1870.  Promyrmicium boreale ingår i släktet Promyrmicium och familjen myror. Inga underarter finns listade i Catalogue of Life.